# Жукова Поляна
Жукова Поляна — деревня в Колышлейском районе Пензенской области России. Входит в состав Телегинского сельсовета.

## География
Деревня находится в южной части Пензенской области, в пределах западного склона Приволжской возвышенности, в лесостепной зоне, на левом берегу реки Хопёр, к западу от автодороги 58К-359, на расстоянии примерно 15 километров (по прямой) к северо-северо-западу от посёлка городского типа Колышлей, административного центра района. Абсолютная высота — 170 метров над уровнем моря.

### Климат
Климат характеризуется как умеренно континентальный, с тёплым летом и умеренно холодной продолжительной зимой. Средняя температура воздуха самого холодного месяца (января) составляет −13,2 °C; самого тёплого месяца (июля) — 17 °C. Годовое количество атмосферных осадков — 600 мм, из которых большая часть выпадает в тёплый период.

### Часовой пояс
Деревня Жукова Поляна, как и вся Пензенская область, находится в часовой зоне МСК (московское время). Смещение применяемого времени относительно UTC составляет +3:00.

## Население
| 2010 |
| ---- |
| 10   |

### Национальный состав
Согласно результатам переписи 2002 года, в национальной структуре населения русские составляли 89 %.